# Cai Hegermann-Lindencrone (officer)
 Der er flere personer med dette navn, se Cai Hegermann-Lindencrone (teaterdirektør).
Cai Ditlev Hegermann-Lindencrone (17. maj 1807 i København – 22. december 1893 sammesteds) var en dansk officer og politiker. Han var far til Johan og Fritz Hegermann-Lindencrone.

## Uddannelse
Han var søn af den norskfødte generalløjtnant Johan Hendrik Hegermann-Lindencrone (1765-1849) og hustru Louise Hegermann-Lindencrone. Han blev 1816 volontær, 1819 virkelig kadet, fik 1822 sekondløjtnants anciennitet, blev som pagekadet 1823 sekondløjtnant à la suite i fodfolket, men kom først 1828 i virkeligt sekondløjtnantsnummer. 1830 blev han forsat til rytteriet, hvori han herefter forblev og gennemgik de forskellige uddannelsesskoler. 1833 blev han karakteriseret premierløjtnant, ansattes året efter ved Husarregimentet, 1838 sekondritmester, 1842 ritmester af 2. klasse.

## I Treårskrigen
Ved krigsudbruddet 1848 udstedte han opfordring til reservemandskabet af sin afdeling om frivilligt møde og opstillede herved en reserveeskadron, hvormed han fra slutningen af april deltog i felttoget under højre flankekorps. 1849 var han først ved Ryes Korps, 1850 ved 2. division.
Med sin eskadron deltog han i affæren ved Hoptrup; 1849 fik han tillige befalingen over 4. dragonregiments 2. eskadron og deltag med denne "division" i kampen ved Kolding, fægtningen ved Viuf og slaget ved Fredericia; kort forinden var han avanceret til major. 1850 virkede Hegermann-Lindencrone navnlig som forpostkommandør og deltog i slaget ved Isted, hvorefter han blev oberstløjtnant samt året efter kommandør for det holstenske dragonregiment, hvilket 1852 forlagdes til Næstved som 2. dragonregiment. Udnævnt til oberst 1857 blev han det følgende år generaladjudant og chef for kong Frederik VII's adjudantstab samt generalmajor, men opgav 1859 denne stilling på grund af forskellige politiske indflydelser.
1861 valgtes han til medlem af Folketinget for Københavns 6. kreds, men genvalgtes ikke 1864. 1860 blev Hegermann-Lindencrone kommandør for 1. kavaleribrigade og 1863 generalinspektør for kavaleriet; samme efterår sendtes han til Rusland for at melde kejseren det skete tronskifte og for at føre politiske underhandlinger. Efter hjemkomsten blev han opfordret han til at overtage konseilspræsidiet, men afslog tilbuddet, hvorefter han blev generaladjudant og chef for kongens adjutantstab samt generalløjtnant. 

## I den 2. Slesvigske Krig
I begyndelsen af 1864 stilledes han dog i spidsen for 4. division, udtalte sig i krigsrådet 4. februar for et offensivt stød imod fjenden; men da Dannevirkestillingen rømmedes dagen efter, beordredes han til Jylland for at forsvare denne landsdel, idet også 3. division midlertidig blev ham underlagt. 8. marts søgte Hegermann-Lindencrone at standse østrigerne ved Vejle, hvorefter han gik tilbage til Skanderborg-afsnittet. Over for østrigernes store overmagt fandt han det rigtigt at rømme stillingen i al hemmelighed om natten 11.-12. marts, og at gå tilbage til Mors, hvorved fjenden blev vildledt. Tilbagetoget blev med urette skarpt kritiseret af den daværende presse, som kaldte ham "General Baglæns" (Dagbladet). Efter at hans tropper havde udhvilet sig og modtaget manglende udrustning, rykkede han april atter mod syd og lagde sammen med general N.C. Lunding en plan om at kaste fjenden ud af Jylland og at true den foran Dybbøl stående preussiske hær i ryggen, hvilken plan dog måtte opgives; da tilmed en ny preussisk brigade indtraf på krigsskuepladsen, måtte 4. division atter gå tilbage. I maj blev Hegermann-Lindencrone chef for det nørrejyske armékorps, bestående af 2. og 4. division, og en ny offensiv bevægelse over Limfjorden forberedtes, men våbenhvilen standsede dens udførelse, og korpset ophævedes 24. juni, hvorefter Hegermann-Lindencrone atter blev chef for 4. division, der kom til Fyn.

## Senere virke
Da krigen var endt, blev han på ny generaladjudant og chef for kavaleriet samt 1865 kommanderende general i 1. generalkommandodistrikt.
Ved behandlingen af Hærloven 1867 kritiserede han forslagene, især indskrænkningen af rytteriet, og kort efter at loven var vedtaget, blev han afskediget, pensioneredes og sattes à la suite som 60-årig, fordi krigsminister Waldemar Raasløff ønskede, at Hærloven af 6. juli samme år skulle føres ud i livet af nye mænd. Hegermann-Lindencrone stod fortsat i høj gunst hos kongen, der havde holdt på ham til det sidste. Efter at have stået à la suite indtil 1878, afskediges han efter ansøgning på grund af alder. I de følgende år udarbejdede han et militærpolitisk skrift Om Krigsaaret 1864 og dets Indflydelse paa vort Hærvæsen, der fremkaldte en imødegåelse fra D.G. Monrad, hvilket igen affødte endnu et skrift fra Hegermann-Lindencrone.
Han blev kammerjunker 1828, kammerherre 1858, Ridder af Dannebrog 1845, Dannebrogsmand 1848, Kommandør 1858 og fik Storkorset 1865.
Han er begravet på Garnisons Kirkegård.
Der findes portrætmalerier i familieeje af Just Holm 1844 og Carl Wentorf 1887. Litografi 1856 fra Em. Bærentzen & Co. efter tegning af Eduard Hansen. Xylografi 1889 og efter et billede fra 1866 af H.P. Hansen 1894. Satirisk xylografi 1864 på visen om "General Baglæns".